# Politikåret 1892

## Händelser
- 15 maj - Giovanni Giolitti efterträder Antonio di Rudinì som Italiens konseljpresident.[1]
- 15 augusti - William Ewart Gladstone ersätter Robert Arthur Talbot som Storbritanniens premiärminister.[2]
- 5 december - John Thompson efterträder John Abbott som Kanadas premiärminister.[3]

## Val och folkomröstningar
- 8 november - Grover Cleveland vinner presidentvalet i USA.[4]

## Födda
- 7 maj – Josip Broz Tito, jugoslavisk politiker, premiärminister 1945–1963 och president 1953–1980.
- 4 december – Francisco Franco, spansk militär och politiker, regeringschef 1939–1973 och statschef 1939–1975.

### Fotnoter
1. ↑  ”Italy” (på engelska). World Statesmen. http://www.worldstatesmen.org/Italy.htm. Läst 31 juli 2015.
2. ↑  ”United Kingdom” (på engelska). World Statesmen. http://www.worldstatesmen.org/United_Kingdom.html. Läst 28 juli 2015.
3. ↑  ”Canada” (på engelska). World Statesmen. http://www.worldstatesmen.org/Canada.html. Läst 1 augusti 2015.
4. ↑  ”Chronology of World History” (på engelska). World Timeline. Arkiverad från originalet den 25 juli 2015. https://web.archive.org/web/20150725061834/http://worldtimeline.info/wor1890.htm. Läst 28 juli 2015.